# Frederick Albert Winsor
Frédéric Albert Winsor o Friedrich Albrecht Winzer (Braunschweig, 1763 – Parigi, 11 maggio 1830) è stato un inventore tedesco, uno dei pionieri dell'illuminazione a gas nel Regno Unito e in Francia.

## Biografia
Winsor fece un viaggio in Gran Bretagna prima del 1799 e si interessò soprattutto di tecnologia e di economia. Nel 1802 è andato invece a Parigi per indagare sulla "lampada termica" che l'ingegnere francese Philippe Lebon aveva brevettato nel 1799. Ritornando in Gran Bretagna, ha avviato una fabbrica di gas e nel 1807 acceso una parte di Pall Mall, Londra, con le sue lampade a gas. Nel 1804-09 gli furono concessi diversi brevetti per forni e purificatori a gas.
Winsor si trasferì ancora in Francia, per portare la sua azienda al popolare, ma tuttavia lo tolse nel 1819, per le poche entrate ricevute. Winsor pubblicò la Descrizione della lampada termica, inventata da Lebon a Parigi nel 1802, Analogia tra vita animale e vegetale, dimostrazione dell'applicazione benefica delle stufe a legna brevettata a tutte le case verdi e calde nel 1807 (Description of the Thermo-lamp Invented by Lebon of Paris in 1802, Analogy between Animal and Vegetable Life, Demonstrating the Beneficial Application of the Patent Light Stoves to all Green and Hot Houses in 1807) e altre opere.
Morì a Parigi e fu sepolto nel cimitero di Père-Lachaise.